# Eriococcus graminis
Eriococcus graminis är en insektsart som beskrevs av William Miles Maskell 1897. Eriococcus graminis ingår i släktet Eriococcus och familjen filtsköldlöss. Inga underarter finns listade i Catalogue of Life.